# Речное (Запорожский район)
Речное (укр. Річне) — посёлок,
Григоровский сельский совет,
Запорожский район,
Запорожская область,
Украина.
Код КОАТУУ — 2322182404. Население по переписи 2001 года составляло 109 человек.

## Географическое положение
Посёлок Речное находится на левом берегу реки Конка,
выше по течению на расстоянии в 3,5 км расположено село Веселянка,
ниже по течению на расстоянии в 2 км расположено село Приморское (Васильевский район).
На реке сделано несколько запруд.
К селу примыкают массивы садовых участков.
Рядом проходит автомобильная дорога М-18 (E 105).

## История
- 1956 год — дата основания.